# قورباغه درختی کرم‌نشان
قورباغه درختی کرم‌نشان (نام علمی: Leptopelis vermiculatus)، همچنین به عنوان قورباغه درختی طاووسی یا قورباغه درختی جنگلی امانی، گونهای قورباغه است که در مناطق جنگلی تانزانیا یافت می‌شود. گاهی از نام رایج قورباغه درختی چشم‌درشت استفاده می‌شود، اما این نام ممکن است به گونه دیگری به نام Leptopelis macrotis نیز اشاره داشته باشد.

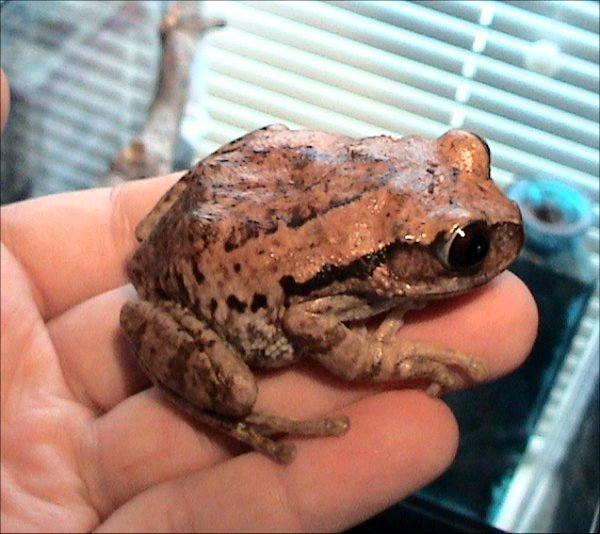
فاز رنگی قهوه‌ای Leptopelis vermiculatus